# 第二次近衛內閣
第二次近衛內閣（日语：／ Dainiji Konoe Naikaku */?）是日本日本貴族院議員、火曜會、大政翼贊會總裁近衛文麿就任第38任內閣總理大臣（首相）後，自1940年7月22日至1941年7月18日組成的內閣。

## 概要
在1940年，前首相近衛文麿提出「新體制運動」聲明，提倡國民支持政府領導，這主張得到軍方的支持。在7月組成第二次近衛內閣取代米內內閣。組閣後，在1940年7月26日提倡大東亞共榮圈的構想，主張擴充日本軍事實力。同年9月27日跟德國及意大利締結三國同盟條約，10月12日大政翼贊會作業新體制運動的領導組織結成。翌年1941年4月13日跟蘇聯締結蘇日中立條約。同年7月18日，內閣進行改組，內閣總辭職。

## 閣僚
| 職稱         | 姓名 | 姓名       | 所屬                   | 任期                          | 備註             |
| ------------ | ---- | ---------- | ---------------------- | ----------------------------- | ---------------- |
| 內閣總理大臣 |      | 近衞文麿   | 貴族院 火曜會          | 1940年7月22日－1941年7月18日  |                  |
| 外務大臣     |      | 松岡洋右   | 官僚 外務省→立憲政友會 | 1940年7月22日－1941年7月18日  |                  |
| 內務大臣     |      | 安井英二   | 官僚 內務省→貴族院所屬 | 1940年7月22日－12月21日       |                  |
| 內務大臣     |      | 平沼騏一郎 | 官僚 司法省            | 1940年12月21日－1941年7月18日 |                  |
| 大藏大臣     |      | 河田烈     | 貴族院 公正會          | 1940年7月22日－1941年7月18日  |                  |
| 陸軍大臣     |      | 東條英機   | 軍人 陸軍中將          | 1940年7月22日－1941年7月18日  |                  |
| 海軍大臣     |      | 吉田善吾   | 軍人 海軍中將          | 1940年7月22日－9月15日        | 由米內內閣留任   |
| 海軍大臣     |      | 及川古志郎 | 軍人 海軍大將          | 1940年9月15日－1941年7月18日  |                  |
| 司法大臣     |      | 風見章     | 眾議院議員             | 1940年7月22日－12月21日       |                  |
| 司法大臣     |      | 柳川平助   | 預備役陸軍中將         | 1940年12月21日－1941年7月18日 |                  |
| 文部大臣     |      | 橋田邦彥   | 例子                   | 1940年7月22日－1941年7月18日  |                  |
| 農林大臣     |      | 近衞文麿   | 貴族院 火曜會          | 1940年7月22日－7月24日        | 內閣總理大臣兼任 |
| 農林大臣     |      | 石黑忠篤   | 官僚 農林省            | 1940年7月24日－1941年6月11日  |                  |
| 農林大臣     |      | 井野碩哉   | 官僚 農林省            | 1941年6月11日－7月18日        |                  |
| 商工大臣     |      | 小林一三   | 民間                   | 1940年1月15日－1941年4月4日   | 阪急電鐵創業者   |
| 商工大臣     |      | 豐田貞次郎 | 預備役海軍中將         | 1941年4月4日－1941年7月18日   |                  |
| 遞信大臣     |      | 村田省藏   | 貴族院 同和大藏省      | 1940年7月22日－1941年7月18日  |                  |
| 鐵道大臣     |      | 村田省藏   | 貴族院 同和大藏省      | 1940年7月22日－9月28日        | 遞信大臣兼任     |
| 鐵道大臣     |      | 小川鄉太郎 | 眾議院議員             | 1940年9月28日－1941年7月18日  |                  |
| 拓務大臣     |      | 松岡洋右   | 官僚 外務省→立憲政友會 | 1940年7月22日－9月28日        | 外務大臣兼任     |
| 拓務大臣     |      | 秋田清     | 眾議院議員             | 1940年9月28日－1941年7月18日  |                  |
| 厚生大臣     |      | 安井英二   | 官僚 內務省→貴族院所屬 | 1940年7月22日－9月28日        | 內務大臣兼任     |
| 厚生大臣     |      | 金光庸夫   | 眾議院議員             | 1940年9月28日－1941年7月18日  |                  |
| 國務大臣     |      | 平沼騏一郎 | 官僚 司法省            | 1940年12月6日－1940年12月21日 |                  |
| 國務大臣     |      | 星野直樹   | 官僚 大藏省            | 1940年12月6日－1941年4月4日   |                  |
| 國務大臣     |      | 小倉正恒   | 貴族院 昭和研究會      | 1941年4月2日－1941年7月18日   |                  |
| 國務大臣     |      | 鈴木貞一   | 預備役陸軍中將         | 1941年4月2日－1941年7月18日   |                  |
| 企劃院總裁   |      | 星野直樹   | 官僚 大藏省            | 1940年12月6日－1941年4月4日   |                  |
| 企劃院總裁   |      | 鈴木貞一   | 預備役陸軍中將         | 1941年4月4日－1941年7月18日   |                  |
| 内閣書記官長 |      | 富田健治   | 官僚 內務省            | 1940年7月22日－1941年7月18日  |                  |
| 法制局長官   |      | 村瀨直養   | 貴族院 昭和研究會      | 1940年7月22日－1941年7月18日  |                  |

## 政務次官
沒有設置（直到小磯内閣再恢復設置）。